# Alger Hiss

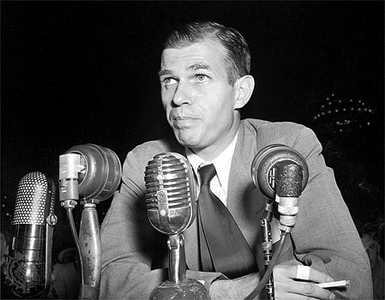
Alger Hiss (1950er Jahre)

Alger Hiss (* 11. November 1904 in Baltimore, Maryland; † 15. November 1996 in New York City) war ein amerikanischer Rechtsanwalt und Regierungsbeamter, dem Spionage für die Sowjetunion vorgeworfen wurde und den 1950 ein Bundesgericht wegen  Meineids zu fünf Jahren Gefängnis verurteilte. Bis zu seinem Lebensende bestritt Hiss die Vorwürfe. Mehrere amerikanische Historiker sehen nach der Auswertung sowjetischer Archivmaterialien in den 1990er Jahren Indizien für seine Schuld, doch bleibt der Fall bis in die Gegenwart kontrovers.

## Jugend und frühe Karriere
Hiss wurde in Baltimore geboren. Er besuchte die vornehme Baltimore City College High School und ging danach an eine Elite-Universität, die Johns Hopkins University. Nach seinem Bachelor-Abschluss studierte er Jura an der Harvard University, wo er Protegé von Felix Frankfurter war, einem späteren Richter am United States Supreme Court.  Gleich nach dem Studium arbeitete Hiss ein Jahr als Assistent des angesehenen Bundesrichters Oliver Wendell Holmes, Jr.
1933 nahm Hiss eine Stelle als Berater und Rechtsanwalt für den Stab des New-Deal-Reformprogrammes von Präsident Franklin D. Roosevelt an. Er beschäftigte sich zuerst mit der Agricultural Adjustment Administration, die die Farmer unterstützen sollte, sowie mit dem Nye-Ausschuss. Diese Gruppe ermittelte gegen verschiedene Rüstungshersteller wegen verbotener Preisabsprachen im Ersten Weltkrieg.
1935 trat Hiss in das Justizministerium ein und wechselte 1937 in das State Department, wo er bald Assistent von Francis Bowes Sayre, einem Schwiegersohn des verstorbenen Präsidenten Woodrow Wilson wurde. Hiss erhielt verschiedene Aufgaben unter Edward Stettinius, dem späteren Außenminister der Vereinigten Staaten.
1944 arbeitete Hiss in einer neuen Abteilung des Außenministeriums, dem „Office of Special Political Affairs“ (Abteilung für politische Sonderangelegenheiten). Diese Abteilung war für die internationale Planung und Organisation nach Kriegsende verantwortlich. Später wurde er deren Direktor und war deshalb Mitglied des Stabs der Konferenz in Dumbarton Oaks, wo die ersten Pläne für die künftigen Vereinten Nationen entworfen wurden.
1945 gehörte er zur US-Delegation auf der Jalta-Konferenz. Er war an der Verhandlung über die Einzelheiten zur Schaffung der UN beteiligt. Zu diesem Zeitpunkt lehnte Hiss Stalins Forderung nach 16 Stimmen (für jede sowjetische Unionsrepublik eine) bei der Generalversammlung ab. Schließlich stimmte die Sowjetunion dem Kompromiss zu, nur zwei zusätzliche Plätze zu erhalten. Anschließend reiste Hiss mit dem neuen Außenminister Edward Stettinius nach Moskau. Bei der ersten Versammlung der UNO-Delegierten in San Francisco am 26. Juni 1945 war er provisorischer UN-Generalsekretär. Danach ernannte man ihn zum Direktor der Abteilung für politische Sonderangelegenheiten.
1946 enthüllte eine Sicherheitsermittlung, dass Hiss bestimmte Geheimberichte erhalten hatte, die ihm nicht zustanden. Die Berichte befassten sich mit Atomtechnik, der amerikanischen Außenpolitik gegenüber China und mit dem militärischen Nachrichtendienst. Kurz danach kündigte Hiss. Er informierte den Außenminister, dass er den öffentlichen Dienst verlassen werde, um Präsident der Carnegie-Stiftung für internationalen Frieden zu werden.

## Der Fall Alger Hiss

### Die Vorwürfe
Im September 1939 informierte Whittaker Chambers, einer der Redakteure des TIME-Magazins und ehemaliges Mitglied der Kommunistischen Partei der USA (CPUSA), das FBI, dass er bis vor wenigen Monaten Informant des sowjetischen Geheimdienstes gewesen sei. In einer ersten Befragung nannte er auch Hiss und dessen Frau Priscilla als sowjetische Spione.
Doch die Angelegenheit wurde nicht weiter verfolgt, nicht zuletzt, weil hohe Beamte und prominente Juristen sich für Hiss einsetzten, darunter Felix Frankfurter.
Erst nach dem Zweiten Weltkrieg wurde das Thema wieder aufgegriffen. Chambers wiederholte am 3. August 1948 vor dem Komitee für unamerikanische Umtriebe (House Un-American Activities Committee, HUAC), Hiss sei ein Spion für die Sowjetunion gewesen. Hiss habe Dokumente einem Oberst des NKWD ausgehändigt. Er sei mit Hiss und dessen Ehefrau Priscilla gut befreundet gewesen, als Beweis dafür zitierte Chambers mehrere persönliche Einzelheiten über sie. Hiss besitze eine Woodstock-Schreibmaschine, auf der er den Inhalt der Geheimdokumente getippt habe.
Jetzt stießen Chambers’ Behauptungen auf politisches Interesse: Bei den bevorstehenden Wahlen hatten die Republikaner das erste Mal seit 1933 eine Chance, den Präsidenten zu stellen. In der beginnenden McCarthy-Ära bemühten sie sich daher intensiv, den Demokraten nachsagen zu können, „nachgiebig gegenüber dem Kommunismus“ gewesen zu sein und Verräter und Spione in ihren Reihen zu haben. Insbesondere der ehrgeizige Abgeordnete des US-Repräsentantenhauses Richard Nixon tat sich dabei im HUAC hervor.

### Hiss’ Reaktion
Obwohl seine Freunde ihm davon abrieten, erschien Hiss freiwillig vor dem Ausschuss. Er leugnete, je Kommunist gewesen zu sein und Chambers je gekannt zu haben. Letzteres aber widerlegten mehrere Zeugen. Nachdem Chambers auch im Radio verkündet hatte, dass Hiss Geheimagent der Sowjetunion sei, verklagte Hiss ihn wegen Rufmords und Verleumdung. Daraufhin übergab Chambers die so genannten „Baltimore Dokumente“ der Presse, Kopien staatlicher Dokumente, die er angeblich in den 1930er Jahren von Hiss bekommen hatte. Laut Chambers′ Aussage soll Priscilla Hiss die Dokumente abgetippt haben, danach habe Hiss selber die Kopien fotografiert und die Negative dem sowjetischen Geheimdienst geliefert.
Zwei Wochen später führte Chambers Ermittler des HUAC auf seine Farm in Maryland und übergab ihnen fünf Filmrollen, die er in einem ausgehöhlten Kürbis versteckt hatte. Die abgefilmten Dokumente wurden als die „Pumpkin Papers“ (Kürbispapiere) bekannt. Sie würden beweisen, dass Hiss in eine Spionageverschwörung verwickelt gewesen sei. Damit widersprach Chambers den Aussagen, die er früher unter Eid gemacht hatte, selbst nichts von Spionagefällen gewusst zu haben. Nachdem Nixon selbst am 14. Dezember 1948 vor einer Grand Jury ausgesagt hatte, verzichtete man darauf, Chambers wegen Meineids zu belangen.

### Der Meineidsprozess
Hiss konnte nicht wegen Spionage angeklagt werden, da die Vorwürfe bereits verjährt waren. Da er aber vor dem HUAC unter Eid bestritten hatte, ein Spion gewesen zu sein, klagte man ihn wegen Meineids an. Der erste Prozess, der vom 31. Mai bis zum 7. Juli 1949 dauerte, führte zu keiner Verurteilung, da die Jury nicht zu einem einstimmigen Urteil kam: Acht Geschworene glaubten an seine Schuld, vier waren nicht überzeugt. Hiss hatte etliche Entlastungszeugen aufgeboten: den demokratischen Gouverneur von Illinois Adlai Ewing Stevenson, Richter Felix Frankfurter und den ehemaligen Präsidentenkandidaten und angesehenen Rechtsanwalt John W. Davis. Der zweite Prozess dauerte vom 17. November 1949 bis zum 21. Januar 1950. Ein Agent des FBI sagte unter Eid aus, dass die Baltimore-Dokumente eindeutig mit Hiss’ Schreibmaschine getippt worden seien: Eine Fälschung sei technisch unmöglich. Die Geschworenen brauchten weniger als 24 Stunden Beratung für ihren Schuldspruch.
Die Berufungsinstanz und der Bundesgerichtshof bestätigten den Schuldspruch. Am 25. Januar 1950 verurteilte man Hiss rechtskräftig zu fünf Jahren Gefängnis, von denen er 44 Monate absaß.

## Nach der Haft
Im November 1954 wurde Hiss aus der Haft entlassen. Seine berufliche Existenz war nun ruiniert, weil die Anwaltsbehörde von Massachusetts seine Zulassung als Anwalt widerrief. Daher verdiente er seinen Lebensunterhalt in der Folge als Vertreter einer Schreibwarenfirma. Solange er lebte, beteuerte Hiss seine Unschuld. Er unterbreitete 1978 ein Coram-Nobis-Bittgesuch. Er behauptete, er habe wissenschaftliche Nachweise dafür, dass die Schreibmaschinenbeweise gefälscht waren. Hiss erhielt 1975 seine Zulassung als Anwalt zurück. Er strebte weiterhin eine vollständige Rehabilitation an, doch das Oberste Gericht lehnte die Annullierung des Schuldspruchs ab.
Hiss verbrachte seine letzten Lebensjahre im New Yorker Stadtteil Greenwich Village. Sein Sohn Tony unterstützte ihn bei seinen fortdauernden Bemühungen, seine Unschuld zu beweisen. 1989 brachte er seine Memoiren heraus, in denen er erneut seine Unschuld beteuerte.

## Kontroverse

### Unregelmäßigkeiten
1975 verklagte Hiss die US-Regierung nach dem Freedom of Information Act (FOIA) auf Herausgabe bestimmter Informationen. Im Prozess legten seine Anwälte folgende Argumente dar:
- Fälschungen von Schreibmaschinen waren tatsächlich möglich, der FBI-Agent hatte mit seiner gegenteiligen Aussage einen Meineid geleistet.
- Das FBI hatte einen Informanten in Hiss’ Team: Horace W. Schmahl, einen von Hiss angestellten Privatdetektiv. Schmahl hatte die Regierung über Hiss’ Verteidigungsstrategie informiert.
- Prozessrelevante Informationen, etwa die Tatsache, dass das FBI von Chambers’ Homosexualität gewusst und dass es Hiss intensiv nachrichtendienstlich beobachtet hatte, waren vor Hiss und seinem Verteidiger geheim gehalten worden.[10]

Chambers starb 1961 an einem Herzinfarkt, ohne seine Anschuldigungen zurückgenommen zu haben.

### Nach der Auswertung sowjetischer Archivmaterialien
1992 erklärte ein Anwalt von Hiss, der ehemalige sowjetische General und Stalin-Biograph Dmitri Wolkogonow habe mitgeteilt, dass die sowjetischen Archive keinen Beweis gegen Hiss enthielten. Allerdings stellte Wolkogonow gegenüber der New York Times richtig, er habe lediglich die Aussage von KGB-Archivaren wiedergegeben. Im Übrigen seien die KGB-Archive nicht der richtige Ort, um Spuren von Hiss zu finden, da dieser ja den Anschuldigungen zufolge für den Militärgeheimdienst GRU spioniert hat. Das GRU-Archiv aber bleibe Forschern verschlossen. Eine Spionagetätigkeit Hiss’ hätte aber auch aus den Akten, die Wolkogonow zur Verfügung standen, erkennbar sein müssen.
1995 veröffentlichte die amerikanische Regierung die Papiere des „VENONA-Projektes“, dechiffrierte Botschaften der sowjetischen Nachrichtendienste aus den 1940er Jahren. Die Dokumente erwähnen einen sowjetischen Spion mit dem Codenamen „Ales“, der im US-Außenministerium Dienst getan habe. Die biografischen Einzelheiten passten zu Hiss. 1996 veröffentlichte die NSA Telegramme zwischen der Moskauer Zentrale und ihren Agenten in den Vereinigten Staaten, die sie abgefangen und decodiert hatten. Darin wird ein Agent namens „Ales“ erwähnt, über den die NSA mitteilte, es habe sich um Hiss gehandelt. „Ales“ hat den Dokumenten zufolge an der Reise einer kleinen US-Delegation von der Konferenz von Jalta nach Moskau zum stellvertretenden Außenminister Andrei Wyschinski teilgenommen; der Delegation gehörte Hiss an, auf keines der anderen ihrer Mitglieder passten die bereits gewonnenen Erkenntnisse über „Ales“.
Auf der Grundlage der sowjetischen Dokumente wurden Studien vorgelegt, deren Verfasser die Spionagevorwürfe nun als zweifelsfrei erwiesen ansahen. Er habe sich 1935, ein Jahr nach seinem Beitritt zur Untergrundorganisation der CPUSA, dem sowjetische Militärgeheimdienst GRU verpflichtet. Zu diesen Autoren, die von nun an den Diskurs dominierten, gehörte auch der Schwiegersohn von Hiss früherem Anwalt, G. Edward White.
Der Historiker Allen Weinstein, der von 2005 bis 2008 Archivar der Vereinigten Staaten war, fand in einem Moskauer Archiv ein GRU-Dokument von 1936, in dem Hiss mit Klarnamen genannt wurde. Seine Kontakte zur Einsatzzentrale in Moskau seien vorübergehend auch über den Geheimdienstresidenten Wassili Sarubin gelaufen. Weinstein gab an, er habe ursprünglich die Absicht verfolgt, die Unschuld Hiss‘ zu beweisen, sei aber nach dem Studium der Archivmaterialien zur Auffassung gelangt, dass er schuldig gewesen sei. Auch wurde in einem Archiv in Prag ein Dokument von 1955 über eine Aussage des US-Diplomaten Noel Field bekannt, der in Washington für die Sowjetunion spioniert hatte. Noel erklärte demnach gegenüber dem tschechoslowakischen Geheimdienst, dass Hiss versucht habe, ihn als Spion für die Sowjetunion anzuwerben.
Die Schriftstellerin Susan Jacoby war nach Einschätzung des Rezensenten der New York Times von der Richtigkeit der Spionagevorwürfe „annähernd, aber nicht vollständig  überzeugt“ (almost, but not entirely, persuaded). Ihr Buch stellt die  Kontroverse vor dem Hintergrund der großen weltanschaulichen Auseinandersetzung zwischen Rechts und Links dar: Hiss war für die Rechten maßgeschneidert, „die das Andenken an Roosevelt beschmutzen wollten“ und die „Unterscheidung zwischen Kommunismus und Liberalismus“ verwischen wollten. … Für die Linken sei Hiss ein eleganter Vertreter des Liberalismus unter dem New Deal, der wie so viele andere auch ein Opfer der Hysterie während des Kalten Krieges wurde. (For the right, Hiss was „tailor-made for those who wished to besmirch the memory of Roosevelt,“ and to blur „the distinction between Communism and liberalism.“ … For the left, Hiss was an elegant representative of New Deal liberalism, who with so many others became a victim of cold war hysteria.) Max Frankel sah den Fall Hiss ebenfalls im Rahmen einer grundsätzlichen Kulturkontroverse: „Der Glaube, ob Hiss schuldig oder unschuldig war, hing eher von einem kulturellen Standpunkt ab als von der Bewertung von Fakten.“ (Believing Hiss guilty or innocent was likely to depend more on a cultural choice than a factual assessment.)
Nach Einschätzung des ehemaligen Chefredakteurs der New York Times Max Frankel herrscht seit der Auswertung sowjetischer Archivmaterialien unter amerikanischen Historikern die Auffassung vor, dass er doch Informant der sowjetischen Geheimdienste war. Auch die in Moskau erscheinende Tageszeitung Prawda nannte Hiss einen sowjetischen Spion.